# Бојан Томовић
Бојан Томовић (Сомбор, 25. новембар 1982) српско-црногорски је поп-фолк певач.

## Биографија
Рођен је 25. новембра 1982. године у Сомбору. Одрастао је у Куршумлији, а од 2002. године осим у Београду (Земун) живи и у Црној Гори. Изјашњава се као Црногорац, пореклом је с Цетиња из породице Моштрокол; отац му је Цетињанин, а мајка Подгоричанка. Поред музичке, завршио је и туристичку школу у Београду.

## Музичка каријера
Завршио је музичку школу и свира три инструмента. Своје песме често пише сам.

### Дечја
1996, 1997. и 1998. победио је на путујућем фестивалу дечје музике Пролећна песма. С 14 година наступа у београдском Дому синдиката, новосадском Спенсу, затим Приштини, Народном позоришту у Ужицу, Кладову, Лесковцу, Јагодини, Бору и Чачку. Осваја награду за најбољу интерпретацију, Златни глас фестивала. Аутори песама су му тада били Раде Вучковић и Неша Галија. Ближи се топло лето, Мој деда Солунац и Граматика неке су од Бојанових дечјих пјесама, за које је тада био награђиван. Слично као са Пролећном песмом, Бојан наступа и на разним народњачким фестивалима у Сомбору, Куршумлији, Пролом Бањи, где такође побеђује и осваја награде публике.

### Професионална
Наступао је на београдским сплавовима и у разним војвођанским клубовима, у Новом Саду, Оџацима, Раткову, Куршумлији итд.
Година 2003. и 2004. пише текстове и компонује за свој надолазећи албум. Крајем 2004. постао је члан Гранда на сопствени захтев; представила га је Дивна Карлеуша. Излази му први албум у априлу 2005, С пријатељима на сто; хитови су били Нисам те заборавио, На дистанци, Плава моторола, Оде једна, дођу две и насловна песма; радили су их Саша Поповић и продуценткиња Соња Митровић Хани, те сам Томовић. После овога је добио неколико награда и одржао више концерата. Успеху је допринео и његов тинејџерски имиџ. Креће на своју прву промотивну турнеју по Србији, Босни и Херцеговини, Црној Гори, Аустрији, Швајцарској итд. Крајем 2005. у Црној Гори обара рекорде по посећености наступа (Бијело Поље, Никшић, Пљевља, Даниловград), затим у Србији (Младеновац, Сурдулица, Трстеник, Крушевац, Беочин, Бачка Паланка, Бачки Петровац, Старчево, Бачка Топола), у Босни и Херцеговини (Пале, Теслић, Босанска Градишка), а почетком 2006. одржао је велики концерт у Цириху.
Године 2006. из Гранда и студија Пинк излази његов други албум, Ко то тамо пјева; хитови су били Ко је тај, Немој да ме оставиш, Сјај за усне, Нокија; албум је отприлике дупло тиражнији од првог. Спот за насловну песму снимио је у Земуну. Добио је Оскаре популарности за албум године и певача године; постаје омиљен у публици, поготово тинејџерима. Пева по Америци и целој Европи. Објављује црногорску песму Јела маја 2007. године; у ЦГ и БиХ је песма постала хит, а у Србији — због политике — мање прихваћена. Неколико месеци се повукао из јавности, те отишао у Куршумлију и Црну Гору. Потом одржава неколико хуманитарних концерата у Новом Саду, Темерину и Београду; за дочек Нове године 2008. наступа у Бијељини на Градском тргу, где више од 10.000 људи пева с Томовићем његове најбоље песме.
У мају 2008. излази Томовићев трећи студијски албум, Тика так; хитови су били Југић (с Јованом Пајић), Сања, Сања, Бога молим да те сањам, Маки, Чувај ми је, Боже мој. Овај албум настао је с новим сарадницима, а излазак се неколико пута одгађао — прво због певачевих здравствених проблема а онда због лоше политичке ситуације у Србији фебруара 2008. године; једна песма са албума је морала да буде избачена. Албум је изашао за Голд продукцију, а певач се такође појављивао и у Грандовим емисијама. Томовић затим прави дужу паузу, а 2010. године добија Оскар популарности за најпопуларнијег црногорског певача. С почетка 2012. објављује први албум највећих хитова, The best of; овде се нашао и сингл ’Ајде живјели.
У марту 2014. се увелико враћа на сцену, четвртим албумом — Побједа; хитови су били Сунце и море, Огледало, Све је лако кад си ту, Црна Горо, волим те, Вареника, Покуцала срећа на врата, Рођендан, Нико никада, Јави се јави, Као мајска зора.

### Остало
Учествовао је у ријалити-шоуу Фарма 2015. године.
Дана 12. септембра 2019. године, променио је религијску припадност из агностик у муслиман (одабрао је ново име Амар Моштрокол); претходно је открио да болује од биполарног поремећаја и да је то један од разлога промене вере и имена. Крајем 2019. године је изјавио да је поново агностик и да је вратио хришћанско име Бојан Томовић.

## Дискографија
- С' пријатељима на сто (2005)
- Ко то тамо пева (2006)
- Тика так (2008)
- The best of (2012)
- Побједа (албум) (2014)
- Дјечак из воде (2024)

### Синглови
- Нежења (2005)
- А ја цвеће донео (2005)
- Нисам те заборавио (2006)
- Јела (2007)
- Реклама (2008)
- Сања (2009)
- ’Ајде живјели (2012)